# Молочай гунтский
Молоча́й гу́нтский (лат. Euphorbia guntensis) — вид двудольных растений рода Молочай (Euphorbia) семейства Молочайные (Euphorbiaceae). Под текущим таксономическим названием описан российским ботаником Ярославом Ивановичем Прохановым в 1949 году.
Синонимичное название-базионим — Tithymalus guntensis Prokh..

## Распространение, описание
Эндемик Таджикистана, распространённый на скалистых участках.
Растение высотой 10—18 см. Листья простые. Соцветие — зонтик, несёт цветки жёлтого цвета. Цветёт летом. Ядовито.